# عبد النبي بعوي
عبد النبي بعوي (1971، وجدة – شرق المغرب)، سياسي، ورجل أعمال مغربي بارز في عالم الأعمال خاصة في مجال البناء والأشغال العمومية والعقار، هو مؤسس وصاحب شركة (بيوي للأشغال)، هو رئيس مجلس جهة الشرق (2015-2021)، ورئيس المجلس الإداري لصندوق الاستثمار لجهة الشرق، والرئيس الشرفي لمنتدى الجهات الإفريقية، والكاتب العام لجمعية جهات المغرب،[بحاجة لمصدر] فضلا عن عضويته بالمكتب التنفيذي لجمعية الجهات الفرنكوفونية، برلماني عن حزب الأصالة والمعاصرة للفترة الممتدة ما بين 2011 إلى 2015، إلى جانب عضويته بلجنة البنيات التحتية بمجلس النواب،[بحاجة لمصدر] ورئيس اللجنة البرلمانية المغربية اليابانية، وعضو مكتب الفيدرالية الوطنية للبناء والأشغال العمومية.[بحاجة لمصدر]

## نشأته
ولد عبد النبي بعوي شرق المغرب سنة 1971، تحديدا بمدينة وجدة، نشأ وترعرع وسط عائلة متوسطة وفي حي شعبي من أحياء عاصمة الشرق، هاجر في سن مبكر نحو الديار الفرنسية من أجل العمل.

## عمله السياسي
بعد أن انتشر اسمه على المستوى الوطني في الاستثمارات والأشغال، وبعد ظروف '' الربيع العربي '' قرر عبد النبي بعوي خوض التجربة السياسية إيمانا منه بضرورة مشاركة الأطر الناجحة في تغيير ملامح الخريطة السياسية بالمغرب، وحمل مشعل التغيير والمستقبل الأفضل تحت إطار التجاوب مع الدستور المغربي الجديد.
التحق عبد النبي بعوي بحزب الأصالة والمعاصرة، ونجح بعد أن كسب ثقة سكان مدينة وجدة في الوصول إلى قبة البرلمان في الفترة الممتدة ما بين 2011 إلى 2015 لترافعه على القضايا والملفات ذات الأولوية والارتباط اليومي بإهتمامات ساكنة الجهة، ما مكنه من الظفر بثقة المواطنين.[بحاجة لمصدر]
استطاع عبد النبي بعوي عن حزب الأصالة والمعاصرة أن يضفر بمنصب رئيس مجلس جهة الشرق في 4 شتنبر 2015، حيث شهدت ولايته تأسيس العديد من المشاريع التنموية وتطور البنية التحتية على مستوى العديد من الأقاليم التي تنتمي لجهة الشرق، حيث لا يزال في هذا المنصب حتى الآن، كما يشتغل عبد النبي بعوي على عدة مصادر استثمارية دولية تهدف إلى الرفع من مستوى إشعاع جهة الشرق ومن مستوى استثماراتها.[بحاجة لمصدر]
وفي المؤتمر الرابع لحزب الأصالة والمعاصرة المنظم بمدينة الجديدة أيام 7-8-9 فبراير 2020، تمكن عبد النبي بعوي من الحصول على عضوية المكتب السياسي وعضوية اللجنة الوطنية للانتخابات باعتباره فاعلا سياسيا قويا داخل أركان الحزب.[بحاجة لمصدر]

## مخالفات ومتابعات قضائية
بتاريخ 22 دجنبر 2023 الموافق لـ 9 جمادى 1445 هـ، أحالت الفرقة الوطنية للشرطة القضائية، على الوكيل العام للملك بـمدينة الدار البيضاء، عبد النبي بعيوي رئيس مجلس جهة الشرق، والبرلماني عن حزب الأصالة والمعاصرة، حيث أمر بإيداعه في سجن عكاشة ب الدار البيضاء، على إثر الاشتباه في ضلوعه في عمليات تزوير محررات رسمية وعرفية، والمشاركة في الاتجار والتهريب الدولي للـمخدرات قضية إسكوبار الصحراء، ومنح وقبول رشاوي في إطار ممارسة مهامه الوظيفية، وتسهيل خروج أشخاص من التراب المغربي.